# زیا (شهر)
زیا (به روسی: Зея) شهری در کشور روسیه و در  استان آمور واقع شده‌است.